# Recto verso
Recto verso (auf Deutsch: 'Vorder- und Rückseite') ist das zweite Studioalbum der französischen Sängerin Zaz, das am 10. Mai 2013 veröffentlicht worden ist. Die Musik der Lieder vermischt die Stilrichtungen Chanson, Soul, Jazz und Gypsy-Swing.

## Rezeption
Das Album wird von der Kritik überwiegend positiv aufgenommen. In der Frankfurter Neuen Presse wird es als „klug komponiertes Album, das immer neue kontrastierende Aromen durchprobiert“ bezeichnet. Die Kritiker von Deutschlandradio Kultur äußern sich ähnlich wohlwollend.
Das Funkhaus Europa (WDR) kürte das Album zur CD der Woche und lobte: „Auf ihrem zweiten Album perfektioniert die frühere Straßensängerin aus Paris ihre Erfolgsformel aus Nouvelle Chanson mit rasantem Gypsy-Swing und funkelndem Pop - und behält dabei ihre Ecken und Kanten.“
Der SWR ist ebenfalls angetan von Recto verso und schreibt, Zaz „reiht musikalisch einen Déjà-vu-Effekt an den nächsten, langweilt trotzdem keinen Moment lang.“
Im CD-Tipp von Die Welt heißt es: „Auch diesmal gibt es wieder jede Menge Nouvelle-Chanson-Pop in verschiedensten Ausführungen. Immer dabei: Ohrwurmqualität mit französischem Urlaubsfeeling.“ Die Rezension von Crazewire schließt die positive Kritik mit dem Satz: „Recto Verso erzählt die wunderschöne und farbenfrohe Geschichte einer Französin, die in die weite Welt hinauszog, um das zu tun was sie wirklich liebt – Musik.“
Negativ fällt hingegen die Kritik auf laut.de aus. Zaz biedere sich „seltsam blutleer und blasswanging dem Pop an, ohne nachhaltig Eindruck zu hinterlassen.“

## Titelliste
| #   | Titel              | Länge |
| --- | ------------------ | ----- |
| 1.  | On ira             | 2:58  |
| 2.  | Comme ci, comme ça | 2:43  |
| 3.  | Gamine             | 3:08  |
| 4.  | T'attends quoi     | 3:18  |
| 5.  | La lessive         | 2:16  |
| 6.  | J'ai tant escamoté | 3:42  |
| 7.  | Déterre            | 2:39  |
| 8.  | Toujours           | 3:09  |
| 9.  | Si je perds        | 3:02  |
| 10. | Si                 | 2:35  |
| 11. | Oublie Loulou      | 2:39  |
| 12. | Cette journée      | 2:51  |
| 13. | Nous debout        | 3:11  |
| 14. | La lune            | 2:41  |

Die „Deluxe Edition“ enthält zusätzlich drei weitere Songs („La Part D'ombre“, „Le Retour Du Soleil“ und „Laissez-Moi“) und eine DVD mit der Dokumentation „Ce Que Vous Z'avez Pas Vu“.
Eine „Limited Deluxe Edition“ enthält die Deluxe-CD + DVD sowie das Vinylalbum (mit 14 Songs der Standardedition).
Die „Collector Edition“ enthält die CD mit 14 Songs, eine zweite CD mit 9 weiteren Songs, sowie die DVD mit der Dokumentation.